# Hall PH
Hall PH là một loại tàu bay của Hoa Kỳ trong thập niên 1930. Đây là một loại máy bay hai tầng cánh, hai động cơ, được phát triển từ loại máy bay Naval Aircraft Factory PN. Hải quân Hoa Kỳ và Bảo vệ Bờ biển Hoa Kỳ đặt mua số lượng nhỏ PH. Loại máy bay này hoạt động trong lực lượng bảo vệ bờ biển cho đến năm 1944, với nhiệm vụ chống tàu ngầm, tìm kiếm và cứu nạn.

## Biến thể

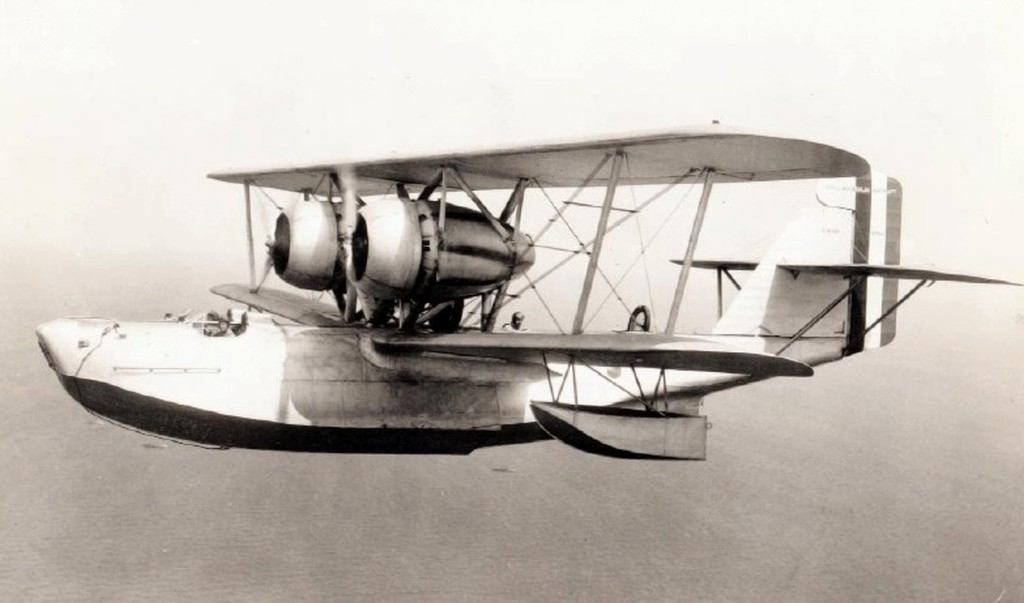
Mẫu thử XPH-1. Buồng lái mở chỉ có 1 phi công

XPH-1
PH-1
PH-2
PH-3

## Quốc gia sử dụng
United States
- Bảo vệ Bờ biển Hoa Kỳ
- Hải quân Hoa Kỳ

## Tính năng kỹ chiến thuật (PH-3)
Dữ liệu lấy từ United States Navy Aircraft since 1911 
Đặc điểm tổng quát
- Kíp lái: 6
- Chiều dài: 51 ft 0 in (15,55 m)
- Sải cánh: 72 ft 10 in (22,21 m)
- Chiều cao: 19 ft 10 in (6,05 m)
- Diện tích cánh: 1.710 ft² (158,9 m²)
- Trọng lượng rỗng: 9.614 lb (4.370 kg)
- Trọng lượng có tải: 16.152 lb (7.342 kg)
- Động cơ: 2 × Wright R-1820F-51 Cyclone, 750 hp (560 kW)  mỗi chiếc

 Hiệu suất bay 
- Vận tốc cực đại: 138 knot (159 mph, 256 km/h)
- Vận tốc hành trình: 118 knots (136 mph, 219 km/h)
- Tầm bay: 1.687 nm (1.937 mi, 3.119 km)
- Trần bay: 21.350 ft (9.700 m)
- Tải trên cánh: 9,45 lb/ft² (46,2 kg/m²)
- Công suất/trọng lượng: 0,093 hp/lb (0,15 kW/kg)

Trang bị vũ khí

- 4 súng Lewis 0.30 in
- 1.000 lb (454 kg) bom chống tàu ngầm [3]